# Puerto Rico en los Juegos Olímpicos de Barcelona 1992
Puerto Rico estuvo representado en los Juegos Olímpicos de Barcelona 1992 por un total de 71 deportistas, 65 hombres y 6 mujeres, que compitieron en 12 deportes.
El portador de la bandera en la ceremonia de apertura fue el judoka Luis Martínez Rosado.

## Medallistas
El equipo olímpico puertorriqueño obtuvo las siguientes medallas:
| Nombre                  | Deporte | Competición |
| ----------------------- | ------- | ----------- |
| Oro                     |         |             |
| —                       |         |             |
| Plata                   |         |             |
| —                       |         |             |
| Bronce                  |         |             |
| Aníbal Santiago Acevedo | Boxeo   | 67 kg M     |